# Eugen Siegfried Erich von Schobert
Eugen Siegfried Erich von Schobert, nemški general, * 13. marec 1883, Würzburg, † 12. september 1941.